# SN 1006

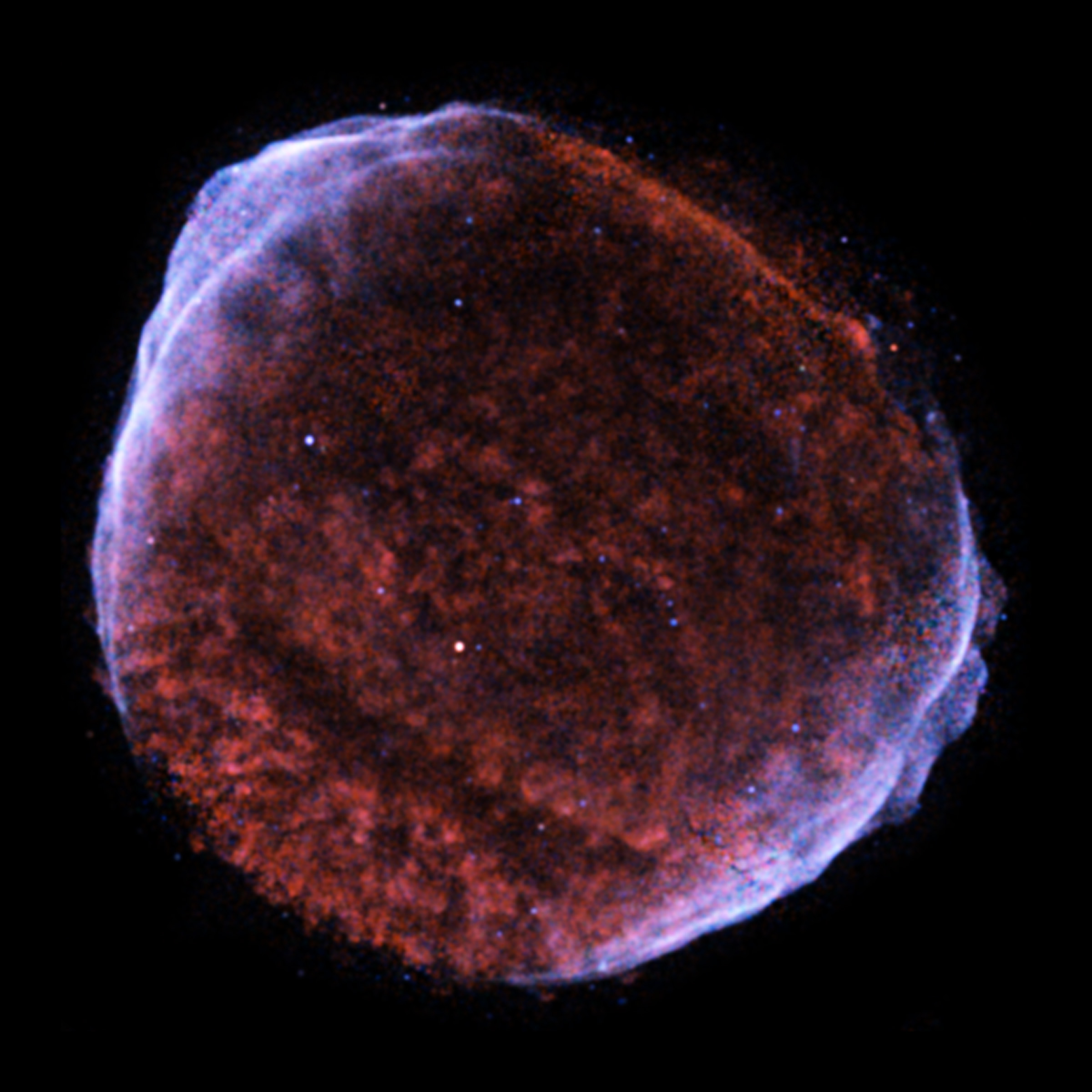
SN 1006の超新星残骸

SN 1006すなわち超新星1006は、西暦1006年に出現した超新星である。地球からの距離はおよそ7200光年。記録に残されている限り、歴史上で最も視等級が明るくなった天体であった（太陽と月を除く、-7.5等）。1006年4月30日から5月1日の夜におおかみ座領域に初めて出現したこの「客星」は、スイス、エジプト、イラク、中国、日本、そして恐らくは北アメリカの観察者たちにより記録されている。

## 観測記録
いくつかの資料では、この星は影が落ちるほど明るく、時には昼間でも確かに見ることができたと述べられており、現代の天文学者フランク・ウィンクラーは、「1006年の春には、人々はおそらくこの星の光で深夜でもものを読むことが出来たであろう」と述べている。
この超新星の観測記録には二つの異なる時期が存在したと見られている。最初に、この星が最も明るく輝いた時期が3ヶ月間続いた。この時期の後、この超新星は暗くなり、その後約18ヶ月にわたって再び明るくなった。当時のほとんどの占星術師は、この現象を戦争や飢饉の前触れだと解釈した。
- 中国大陸の歴史書にはこの超新星に関する最も完全な記述が残されている。『宋史』志第9・天文九・巻56によると、この星は1006年5月1日（景徳3年4月戊寅）に氐（テイ、氏の下に一）官（てんびん座の一部、氐宿を構成する）の南側にある騎官（おおかみ座の東部とケンタウルス座西部の一部分、同じく氐宿を構成）の西側に見えた。その明るさは月の半分程度で、地面にあるものが見えるほど明るく輝いていた。9月の間はこの星は地平線の下に隠れており、12月までには再び氐宮に見えるようになったという。また、官僚の周克明（天文を司る職掌の司天監丞などを歴任した）が嶺南（広東）での職務を終えて開封へ戻る途中の5月30日に、黄色い色で強く光り輝くこの星を、国に繁栄をもたらす吉兆星であると皇帝に説明したと記されている（『宋史』列伝第220・方技上・巻561）。
- 日本では陰陽師・安倍吉昌が観測している。200余年後の1230年（寛喜二年）には、藤原定家が『明月記』第五十二巻（寛喜二年冬記）の中で「客星」（=見慣れない星のこと。このときの客星は彗星であった）の出現について書いたが、あわせて客星出現例（過去の客星の例）として1054年の超新星（SN 1054、かに星雲）や、1006年のSN 1006と思われる超新星、1181年のSN 1181と思われる超新星について言及している。
- プトレマイオスの『テトラビブロス』の注釈書を書いたエジプトの占星術師、アリ・イブン・リドワンが、この超新星に関する別の歴史的記述を残している。彼は、この天体は金星の直径の2.5～3倍の大きさを持ち、明るさは月の4分の1ほどであったと言い、他の観測者達と同じく、その星は南の地平線近くの低い位置にあったと述べている。
- スイスのザンクト・ガレン修道院に勤めるベネディクト会の修道士たちは、光度や空における位置などについてリドワンの観察をほぼ裏付ける記録を残しており、加えて次のようなことを記している：「驚くべきことに、この星は時に収縮し、時に拡散し、そのうえ時には消えてしまうこともあった」。この最後の描写はしばしば、この超新星がIa型であることの証拠とされる。
- 米国アリゾナ州に遺されているホホカム族（英語版）の岩絵には、この超新星を描いたのではないかとされる表現が見られる[2]。

## 現代天文学で観測される残骸
この超新星の残骸は淡い球殻状の歪んだ星雲として残っているが、この超新星残骸が発見されたのは電波天文学の時代に入ってからであった。1965年、ダグラス・K・ミルンとF・F・ガードナーは、おおかみ座β星付近の電波観測で直径30分角の円形の膨張球殻を発見し、1976年までにはX線および可視光の成分も発見された。最新の観測では、この超新星残骸は地球から2.2キロパーセク（約7,175光年）の距離にあって約20パーセク（約65光年）の直径を持ち、速度2,800km/sで膨張していることが分かっており、全ての波長域で PKS 1459-41 と呼ばれるようになっている。Ia型超新星の残骸として予想された通り、星雲の中心部にはパルサーやブラックホールは見つかっていない。
2006年には、SN 1006の出現から1000年になることにちなんで、日本のX線天文衛星「すざく」による残骸の観測が行われた。